# Zonantes pallidus
Zonantes pallidus är en skalbaggsart som beskrevs av Werner 1990. Zonantes pallidus ingår i släktet Zonantes och familjen ögonbaggar. Inga underarter finns listade i Catalogue of Life.